# Ice Challenge
Ice Challenge é uma competição internacional de patinação artística no gelo de níveis sênior, júnior e noviço, sediado na cidade de Graz, Áustria. A competição é organizada pela Associação Austríaca de Patinação Artística no Gelo e sancionada pela União Internacional de Patinação. Tudo começou em 1971, como o Leo Scheu Memorial (em alemão:  Leo-Scheu-Gedächtnislaufen) e foi renomeado o Ice Challenge em 2008. Em alguns anos faz parte do calendário do Challenger Series.

## Edições
| Ano        | Edição           | Cidade sede      | Sênior           | Sênior           | Sênior           | Sênior           | Júnior           | Júnior           | Júnior           | Júnior           | Noviço           | Noviço           | Noviço           | Noviço           | Ref           |
| Ano        | Edição           | Cidade sede      | M                | F                | P                | D                | M                | F                | P                | D                | M                | F                | P                | D                | Ref           |
| ---------- | ---------------- | ---------------- | ---------------- | ---------------- | ---------------- | ---------------- | ---------------- | ---------------- | ---------------- | ---------------- | ---------------- | ---------------- | ---------------- | ---------------- | ------------- |
| 1971– 2006 | 1.ª–34.ª         | Graz             | —                | —                | —                | —                | —                | —                | —                | —                | —                | —                | —                | —                | [ 1 ]         |
| 2007       | Evento cancelado | Evento cancelado | Evento cancelado | Evento cancelado | Evento cancelado | Evento cancelado | Evento cancelado | Evento cancelado | Evento cancelado | Evento cancelado | Evento cancelado | Evento cancelado | Evento cancelado | Evento cancelado | [ 1 ]         |
| 2008       | 35.ª             | Graz             | •                | •                | –                | –                | •                | •                | –                | •                | •                | •                | –                | •                | [ 2 ]         |
| 2009       | 36.ª             | Graz             | •                | •                | •                | •                | •                | •                | •                | •                | •                | •                | •                | •                | [ 3 ]         |
| 2010       | 37.ª             | Graz             | •                | •                | •                | •                | •                | •                | •                | •                | •                | •                | –                | •                | [ 4 ]         |
| 2011       | 38.ª             | Graz             | •                | •                | •                | •                | •                | •                | •                | •                | •                | •                | •                | •                | [ 5 ]         |
| 2012       | 39.ª             | Graz             | •                | •                | •                | •                | •                | •                | •                | •                | •                | •                | •                | •                | [ 6 ] [ 7 ]   |
| 2013       | 40.ª             | Graz             | •                | •                | •                | •                | •                | •                | •                | •                | •                | •                | •                | –                | [ 8 ]         |
| 2014       | 41.ª             | Graz             | •                | •                | •                | •                | •                | •                | •                | •                | •                | •                | –                | •                | [ 9 ] [ 10 ]  |
| 2015       | 42.ª             | Graz             | •                | •                | •                | •                | •                | •                | –                | –                | •                | •                | –                | –                | [ 11 ] [ 12 ] |
| 2016       | Evento cancelado | Evento cancelado | Evento cancelado | Evento cancelado | Evento cancelado | Evento cancelado | Evento cancelado | Evento cancelado | Evento cancelado | Evento cancelado | Evento cancelado | Evento cancelado | Evento cancelado | Evento cancelado | [ 13 ] [ 14 ] |
| 2017       | 43.ª             | Graz             | •                | •                | •                | •                | •                | •                | •                | •                | •                | •                | –                | •                | [ 15 ] [ 16 ] |

Legenda
- Parte do Challenger Series ISU
- –  Evento não disputado neste ano
- –  Informações desconhecidas

## Lista de medalhistas

### Sênior

#### Individual masculino
| Evento               | Ouro                              | Prata                            | Bronze                               |
| Graz 2008 (detalhes) | Severin Kiefer · Áustria          | Luka Cadez · Eslovênia           | Jason Bowman · Reino Unido           |
| Graz 2009 (detalhes) | Tomáš Verner · República Tcheca   | Anton Kovalevski · Ucrânia       | Alban Préaubert · França             |
| Graz 2010 (detalhes) | Alexander Majorov · Suécia        | Douglas Razzano · Estados Unidos | Kristoffer Berntsson · Suécia        |
| Graz 2011 (detalhes) | Stephen Carriere · Estados Unidos | Misha Ge · Uzbequistão           | Viktor Pfeifer · Áustria             |
| Graz 2012 (detalhes) | Peter Liebers · Alemanha          | Douglas Razzano · Estados Unidos | Armin Mahbanoozadeh · Estados Unidos |
| Graz 2013 (detalhes) | Denis Ten · Cazaquistão           | Viktor Pfeifer · Áustria         | Gordei Gorshkov · Rússia             |
| Graz 2014 (detalhes) | Douglas Razzano · Estados Unidos  | Alexander Samarin · Rússia       | Martin Rappe · Alemanha              |
| Graz 2015 (detalhes) | Artur Dmitriev Jr. · Rússia       | Jason Brown · Estados Unidos     | Mikhail Kolyada · Rússia             |
| 2016                 | Evento cancelado                  | Evento cancelado                 | Evento cancelado                     |
| Graz 2017 (detalhes) | Daniel Grassl · Itália            | Javier Raya · Espanha            | Adrien Tesson · França               |

#### Individual feminino
| Evento               | Ouro                            | Prata                      | Bronze                          |
| Graz 2008 (detalhes) | Denise Kögl · Áustria           | Christina Grill · Áustria  | Franka Vugec · Croácia          |
| Graz 2009 (detalhes) | Kanako Murakami · Japão         | Valentina Marchei · Itália | Amanda Dobbs · Estados Unidos   |
| Graz 2010 (detalhes) | Lena Marrocco · França          | Natalia Popova · Ucrânia   | Sarah Hecken · Alemanha         |
| Graz 2011 (detalhes) | Caroline Zhang · Estados Unidos | Natalia Popova · Ucrânia   | Linnea Mellgren · Suécia        |
| Graz 2012 (detalhes) | Jenna McCorkell · Reino Unido   | Isabelle Olsson · Suécia   | Monika Simančíková · Eslováquia |
| Graz 2013 (detalhes) | Courtney Hicks · Estados Unidos | Miki Ando · Japão          | Nicole Rajičová · Eslováquia    |
| Graz 2014 (detalhes) | Hannah Miller · Estados Unidos  | Isabelle Olsson · Suécia   | Ivett Tóth · Hungria            |
| Graz 2015 (detalhes) | Mirai Nagasu · Estados Unidos   | Maria Artemieva · Rússia   | Tyler Pierce · Estados Unidos   |
| 2016                 | Evento cancelado                | Evento cancelado           | Evento cancelado                |
| Graz 2017 (detalhes) | Daša Grm · Eslovênia            | Giada Russo · Itália       | Natalie Klotz · Áustria         |

#### Duplas
| Evento               | Ouro                                                | Prata                                             | Bronze                                             |
| 2008                 | Não houve a disputa das duplas                      | Não houve a disputa das duplas                    | Não houve a disputa das duplas                     |
| Graz 2009 (detalhes) | Caitlin Yankowskas · John Coughlin · Estados Unidos | Chloe Katz · Joseph Lynch · Estados Unidos        | Stefania Berton · Ondřej Hotárek · Itália          |
| Graz 2010 (detalhes) | Maylin Hausch · Daniel Wende · Alemanha             | Tiffany Vise · Don Baldwin · Estados Unidos       | Ji Hyang Ri · Won Hyok Thae · Coreia do Norte      |
| Graz 2011 (detalhes) | Andrea Poapst · Chris Knierim · Estados Unidos      | Mari Vartmann · Aaron Van Cleave · Alemanha       | Danielle Montalbano · Evgeni Krasnopolski · Israel |
| Graz 2012 (detalhes) | Marissa Castelli · Simon Shnapir · Estados Unidos   | Gretchen Donlan · Andrew Speroff · Estados Unidos | Danielle Montalbano · Evgeni Krasnopolski · Israel |
| Graz 2013 (detalhes) | Gretchen Donlan · Andrew Speroff · Estados Unidos   | Maylin Wende · Daniel Wende · Alemanha            | Tarah Kayne · Daniel O'Shea · Estados Unidos       |
| Graz 2014 (detalhes) | Lina Fedorova · Maxim Miroshkin · Rússia            | Miriam Ziegler · Severin Kiefer · Áustria         | Mari Vartmann · Aaron Van Cleave · Alemanha        |
| Graz 2015 (detalhes) | Alexa Scimeca · Chris Knierim · Rússia              | Mari Vartmann · Aaron Van Cleave · Alemanha       | Nicole Della Monica · Matteo Guarise · Itália      |
| 2016                 | Evento cancelado                                    | Evento cancelado                                  | Evento cancelado                                   |
| Graz 2017 (detalhes) | Lena Kreitmeier · Anton Kempf · Alemanha            | nenhum outro competidor                           | nenhum outro competidor                            |

#### Dança no gelo
| Evento               | Ouro                                                          | Prata                                                         | Bronze                                          |
| 2008                 | Não houve a disputa da dança no gelo                          | Não houve a disputa da dança no gelo                          | Não houve a disputa da dança no gelo            |
| Graz 2009 (detalhes) | Nora Hoffmann · Maxim Zavozin · Hungria                       | Lynn Kriengkrairut · Logan Giulietti-Schmitt · Estados Unidos | Christina Beier · William Beier · Alemanha      |
| Graz 2010 (detalhes) | Louise Walden · Owen Edwards · Reino Unido                    | Allison Reed · Otar Japaridze · Geórgia                       | Tanja Kolbe · Stefano Caruso · Alemanha         |
| Graz 2011 (detalhes) | Lynn Kriengkrairut · Logan Giulietti-Schmitt · Estados Unidos | Isabella Cannuscio · Ian Lorello · Estados Unidos             | Siobhan Heekin-Canedy · Dmitri Dun · Ucrânia    |
| Graz 2012 (detalhes) | Lynn Kriengkrairut · Logan Giulietti-Schmitt · Estados Unidos | Lucie Myslivečková · Neil Brown · República Tcheca            | Ramona Elsener · Florian Roost · Suíça          |
| Graz 2013 (detalhes) | Anastasia Cannuscio · Colin McManus · Estados Unidos          | Laurence Fournier Beaudry · Nikolaj Sørensen · Dinamarca      | Tanja Kolbe · Stefano Caruso · Alemanha         |
| Graz 2014 (detalhes) | Maia Shibutani · Alex Shibutani · Estados Unidos              | Laurence Fournier Beaudry · Nikolaj Sørensen · Dinamarca      | Barbora Silná · Juri Kurakin · Áustria          |
| Graz 2015 (detalhes) | Danielle Thomas · Daniel Eaton · Estados Unidos               | Misato Komatsubara · Andrea Fabbri · Itália                   | Olesia Karmi · Max Lindholm · Finlândia         |
| 2016                 | Evento cancelado                                              | Evento cancelado                                              | Evento cancelado                                |
| Graz 2017 (detalhes) | Cecilia Törn · Jussiville Partanen · Finlândia                | Lilah Fear · Lewis Gibson · Reino Unido                       | Juulia Turkkila · Matthias Versluis · Finlândia |

### Júnior

#### Individual masculino júnior
| Evento               | Ouro                             | Prata                            | Bronze                        |
| Graz 2008 (detalhes) | Mario-Rafael Ionian · Áustria    | Keiran Richard Araza · Dinamarca | Marco Lepori · Itália         |
| Graz 2009 (detalhes) | Franz Streubel · Alemanha        | Kamil Białas · Polônia           | Timothy Leemann · Suíça       |
| Graz 2010 (detalhes) | Stanislav Pertsov · Ucrânia      | Martin Rappe · Alemanha          | Olexander Kucher · Ucrânia    |
| Graz 2011 (detalhes) | Peter James Hallam · Reino Unido | Kamil Dymowski · Polônia         | Nicola Todeschini · Suíça     |
| Graz 2012 (detalhes) | Tomáš Kupka · República Tcheca   | Alexander Bjelde · Alemanha      | Peter Hallam · Reino Unido    |
| Graz 2013 (detalhes) | Alexei Genia · Rússia            | Tomáš Kupka · República Tcheca   | Charles Tetar · França        |
| Graz 2014 (detalhes) | Dmitri Aliev · Rússia            | Byun Se-jong · Coreia do Sul     | Anton Kempf · Alemanha        |
| Graz 2015 (detalhes) | Petr Gumennik · Rússia           | Daniel Grassl · Itália           | Catalin Dimitrescu · Alemanha |
| 2016                 | Evento cancelado                 | Evento cancelado                 | Evento cancelado              |
| Graz 2017 (detalhes) | Jonathan Hess · Alemanha         | Gabriele Frangipani · Itália     | Nik Folini · Itália           |

#### Individual feminino júnior
| Evento               | Ouro                              | Prata                              | Bronze                          |
| Graz 2008 (detalhes) | Viktoria Hübler · Áustria         | Virginie Clerc · Suíça             | Natascha Zangl · Áustria        |
| Graz 2009 (detalhes) | Gerli Liinamäe · Estônia          | Barbora Švédová · República Tcheca | Anastasia Kistler · Suíça       |
| Graz 2010 (detalhes) | Monika Simančíková · Eslováquia   | Isabella Olsson · Suécia           | Lara Eisenbauer · Áustria       |
| Graz 2011 (detalhes) | Kristina Zaseeva · Rússia         | Elin Hallberg · Suécia             | Gabriella Josefsson · Suécia    |
| Graz 2012 (detalhes) | Sabrina Schulz · Áustria          | Minami Hanashiro · Alemanha        | Nelma Hede · Finlândia          |
| Graz 2013 (detalhes) | Maria-Katharina Herceg · Alemanha | Anna Dušková · República Tcheca    | Yasmine Kimiko Yamada · Suíça   |
| Graz 2014 (detalhes) | Lea Johanna Dastich · Alemanha    | Byun Jihyun · Coreia do Sul        | Anna Dušková · República Tcheca |
| Graz 2015 (detalhes) | Stanislava Konstantinova · Rússia | Maria Perederova · Rússia          | Kristina Isaev · Alemanha       |
| 2016                 | Evento cancelado                  | Evento cancelado                   | Evento cancelado                |
| Graz 2017 (detalhes) | Alessia Tornaghi · Itália         | Stefanie Pesendorfer · Áustria     | Julia Lang · Hungria            |

#### Duplas júnior
| Evento               | Ouro                                                         | Prata                                                        | Bronze                                                               |
| 2008                 | Não houve a disputa das duplas noviço júnior                 | Não houve a disputa das duplas noviço júnior                 | Não houve a disputa das duplas noviço júnior                         |
| Graz 2009 (detalhes) | Klára Kadlecová · Petr Bidař · República Tcheca              | Evgenia Krapivina · Konstantin Medovikov · Rússia            | Catherine Clement · James Hunt (patinador)\|James Hunt · Reino Unido |
| Graz 2010 (detalhes) | Rachel Epstein · Dmitry Epstein · Países Baixos              | nenhum outro competidor                                      | nenhum outro competidor                                              |
| Graz 2011 (detalhes) | Lina Fedorova · Maxim Miroshkin · Rússia                     | Magdalena Klatka · Radosław Chruściński · Polônia            | Stina Martini · Severin Kiefer · Áustria                             |
| Graz 2012 (detalhes) | Annabelle Prölss · Ruben Blommaert · Alemanha                | nenhum outro competidor                                      | nenhum outro competidor                                              |
| Graz 2013 (detalhes) | Anna Dušková · Martin Bidař · República Tcheca               | nenhum outro competidor                                      | nenhum outro competidor                                              |
| Graz 2014 (detalhes) | Anna Dušková · Martin Bidař · República Tcheca               | nenhum outro competidor                                      | nenhum outro competidor                                              |
| 2015–2016            | Não houve a disputa de duplas júnior; 2016: Evento cancelado | Não houve a disputa de duplas júnior; 2016: Evento cancelado | Não houve a disputa de duplas júnior; 2016: Evento cancelado         |
| Graz 2017 (detalhes) | Sara Carli · Marco Pauletti · Itália                         | nenhum outro competidor                                      | nenhum outro competidor                                              |

#### Dança no gelo júnior
| Evento               | Ouro                                                                | Prata                                                               | Bronze                                                              |
| Graz 2008 (detalhes) | Sonja Pauli · Tobias Eisenbauer · Áustria                           | Gabriela Kubova · Petr Seknicka · República Tcheca                  | Christine Degl · Michael Degl · Áustria                             |
| Graz 2009 (detalhes) | Stefanie Frohberg · Tim Giesen · Alemanha                           | Maria Nosulia · Evgeni Kholoniuk · Ucrânia                          | Ramona Elsener · Florian Roost · Suíça                              |
| Graz 2010 (detalhes) | Karolina Procházková · Michal Češka · República Tcheca              | Lolita Yermak · Alexander Liubchenko · Ucrânia                      | Jana Čejková · Alexandr Sinicyn · República Tcheca                  |
| Graz 2011 (detalhes) | Ekaterina Bugrov · Vasili Rogov · Israel                            | Richard Sharpe · Reino Unido                                        | Ria Schiffner · Julian Salatzki · Alemanha                          |
| Graz 2012 (detalhes) | Çağla Demirsal · Berk Akalın · Turquia                              | Julia Dolgikh · Alexandr Prachanov · Rússia                         | Alla Loboda · Pavel Drozd · Rússia                                  |
| Graz 2013 (detalhes) | Carolina Moscheni · Ádám Lukács · Hungria                           | Estelle Elizabeth · Romain Le Gac · França                          | Christine Smith · Simon Eisenbauer · Áustria                        |
| Graz 2014 (detalhes) | Carolina Moscheni · Ádám Lukács · Hungria                           | Sara Ghislandi · Giona Ortenzi · Itália                             | Eva Khachaturian · Andrei Bagin · Rússia                            |
| 2015–2016            | Não houve a disputa de dança no gelo júnior; 2016: Evento cancelado | Não houve a disputa de dança no gelo júnior; 2016: Evento cancelado | Não houve a disputa de dança no gelo júnior; 2016: Evento cancelado |
| Graz 2017 (detalhes) | Sasha Fear · George Waddel · Reino Unido                            | Ria Schwendinger · Valentin Wunderlich · Alemanha                   | Villö Marton · Danyil Semko · Hungria                               |

### Noviço

#### Individual masculino noviço avançado
| Evento               | Ouro                                   | Prata                            | Bronze                                |
| Graz 2008 (detalhes) | Sergey Balashov · Suíça                | Albert Mück · Áustria            | Clement Ledoux · Áustria              |
| Graz 2009 (detalhes) | Michael Christian Martinez · Filipinas | Clement Ledoux · Áustria         | Simon-Gabriel Ionian · Áustria        |
| Graz 2010 (detalhes) | Simon-Gabriel Ionian · Áustria         | Marco Klepoch · Eslováquia       | Thomas Kennes · Países Baixos         |
| Graz 2011 (detalhes) | Sondre Oddvold Boe · Noruega           | John Hallman · Suécia            | Marco Klepoch · Eslováquia            |
| Graz 2012 (detalhes) | Matej Gregorc · Eslovênia              | Niclas Rust · Alemanha           | Steven Spencer Baker · Croácia        |
| Graz 2013 (detalhes) | Severin Reich · Alemanha               | Petr Kotlařík · República Tcheca | Matýaš Bělohradský · República Tcheca |
| Graz 2014 (detalhes) | Radek Jakubka · República Tcheca       | Florian Paschke · Alemanha       | Kai Jagoda · Alemanha                 |
| Graz 2015 (detalhes) | Gabriel Folkesson · Suécia             | Maxim Knorr · Alemanha           | Jonathan Egyptsson · Suécia           |
| 2016                 | Evento cancelado                       | Evento cancelado                 | Evento cancelado                      |
| Graz 2017 (detalhes) | Davide Calderari · Alemanha            | Mozes-Jozsef Berei · Áustria     | Didier Dijkstra · Países Baixos       |

#### Individual feminino noviço avançado
| Evento               | Ouro                            | Prata                          | Bronze                                       |
| Graz 2008 (detalhes) | Jenny Lin · Áustria             | Lara Eisenbauer · Áustria      | Anita Kapferer · Áustria                     |
| Graz 2009 (detalhes) | Jana Čejková · República Tcheca | Victoria Manni · Itália        | Agata Kryger · Polônia                       |
| Graz 2010 (detalhes) | Alisson Perticheto · Suíça      | Lutricia Bock · Alemanha       | Kristina Yntema · Áustria                    |
| Graz 2011 (detalhes) | Liubov Efimenko · Finlândia     | Elizaveta Yushenko · Rússia    | Kristina Yntema · Áustria                    |
| Graz 2012 (detalhes) | Danielle Harrison · Reino Unido | Sallianna Öztürk · Suécia      | Nina Letenayová · Eslováquia                 |
| Graz 2013 (detalhes) | Anita Östlund · Suécia          | Anastasia Schneider · Suécia   | Michaela Lucie Hanzlíková · República Tcheca |
| Graz 2014 (detalhes) | Pauline Wanner · França         | Ann-Christin Marold · Alemanha | Noemie Carroue · França                      |
| Graz 2015 (detalhes) | Alina Urushadze · Letônia       | Ann-Christin Marold · Alemanha | Dora Nagy · Hungria                          |
| 2016                 | Evento cancelado                | Evento cancelado               | Evento cancelado                             |
| Graz 2017 (detalhes) | Zoe Gal · Hungria               | Regina Schermann · Hungria     | Bernadett Szigeti · Hungria                  |

#### Duplas noviço avançado
| Evento               | Ouro                                                         | Prata                                                        | Bronze                                                       |
| 2008                 | Não houve a disputa de duplas noviço avançado                | Não houve a disputa de duplas noviço avançado                | Não houve a disputa de duplas noviço avançado                |
| Graz 2009 (detalhes) | Lina Fedorova · Maxim Miroshkin · Rússia                     | nenhum outro competidor                                      | nenhum outro competidor                                      |
| 2010–2011            | Não houve a disputa de duplas noviço avançado                | Não houve a disputa de duplas noviço avançado                | Não houve a disputa de duplas noviço avançado                |
| Graz 2012 (detalhes) | Anna Dušková · Martin Bidař · República Tcheca               | Natálie Kratěnová · Petr Kotlařík · República Tcheca         | Christina Baker · Steven Baker · Croácia                     |
| Graz 2013 (detalhes) | Natálie Kratěnová · Petr Kotlařík · República Tcheca         | nenhum outro competidor                                      | nenhum outro competidor                                      |
| 2014–2017            | Não houve a disputa de duplas júnior; 2016: Evento cancelado | Não houve a disputa de duplas júnior; 2016: Evento cancelado | Não houve a disputa de duplas júnior; 2016: Evento cancelado |

#### Dança no gelo noviço avançado
| Evento               | Ouro                                                                         | Prata                                                                        | Bronze                                                                       |
| Graz 2008 (detalhes) | Alexandra Streller · Sebastian Streller · Áustria                            | nenhum outro competidor                                                      | nenhum outro competidor                                                      |
| Graz 2009 (detalhes) | Ria Schiffner · Julian Salatzki · Alemanha                                   | Joanna Zając · Damian Binkowski · Polônia                                    | Colette Long · Daniel Linovice · Alemanha                                    |
| Graz 2010 (detalhes) | Annika Maczka · Henry Aiken · Reino Unido                                    | Christine Smith · Simon Eisenbauer · Áustria                                 | Laura Abts · Maarten Buckens · Bélgica                                       |
| Graz 2011 (detalhes) | Valeria Neiman · Grigoriy Smirnov · Rússia                                   | nenhum outro competidor                                                      | nenhum outro competidor                                                      |
| Graz 2012 (detalhes) | Sofia Polishchuk · Alexander Vakhnov · Rússia                                | Anastasia Savitskaya · Alexey Dubrovin · Rússia                              | Polina Velikanova · Elisey Kramar · Rússia                                   |
| 2013                 | Não houve a disputa de dança no gelo noviço avançado                         | Não houve a disputa de dança no gelo noviço avançado                         | Não houve a disputa de dança no gelo noviço avançado                         |
| Graz 2014 (detalhes) | Maria Marchenko · Egor Pozdnyakov · Rússia                                   | Candice Girardot · Thomas De Lorenzi · França                                | Salome Gehmlich · Samuel Joshua Steffan · Alemanha                           |
| 2015–2016            | Não houve a disputa de dança no gelo noviço avançado; 2016: Evento cancelado | Não houve a disputa de dança no gelo noviço avançado; 2016: Evento cancelado | Não houve a disputa de dança no gelo noviço avançado; 2016: Evento cancelado |
| Graz 2017 (detalhes) | Emily-Lucine Phillips · Jayin Panesar · Reino Unido                          | Lea Enderlein · Malte Brandt · Alemanha                                      | Klara Kazdova · Filip Strubl · República Tcheca                              |